# Římskokatolická farnost Krumsín
Římskokatolická farnost Krumsín je uzemní společenství římských katolíků v arcidiecézi olomoucké.

## Historie farnosti
První písemná zmínka o obci pochází z roku 1349.
Na počátku 15. století se majitelem stal Oldřich z Lešan. V polovině 16. století byla vesnice prodána Janu z Pernštejna a na Plumlově a od té doby zůstala pod plumlovským panstvím.
Za třicetileté války zanikla zdejší fara, jenž existovala již v roce 1349, roku 1766 byla v obci zřízena expozitura a farnost byla obnovena až roku 1843. Roku 1865 byl zbořen tehdejší dřevěný kostel, na místě románského kostelíka byl o dva roky později postaven nový novorománský kostel.
Od 1. 5. 1944-18. 3. 1987 působil 43 roků jako farář P Jaroslav Ambroz (1907-1987), arcibiskupský rada a kněz jubilár.

## Duchovní správci
Farnost byla od července 2018 spravována určickým salvatoriánem L. A. Rackowiakem. Od 1. července 2019 byl administrátorem excurrendo ustanoven P. Mgr. Tomasz Sałaga SDS.

## Bohoslužby
| Kostel              | Místo   | Bohoslužba (den) | Hodina                         | Poznámka     |
| ------------------- | ------- | ---------------- | ------------------------------ | ------------ |
| svatého Bartoloměje | Krumsín | neděle středa    | 8.00 17.00 (zima)/18.00 (léto) | farní kostel |

## Aktivity ve farnosti
Ve farnosti se pravidelně̟ koná tříkrálová sbírka. V roce 2018 se vybralo více než 30 tisíc korun.